# Beth Israël Synagoge
De Beth Israël Synagoge in een synagoge in Oranjestad, Aruba. De synagoge is op 4 november 1962 ingewijd. Het is een gemeenschap voor het liberaal en het masorti-jodendom. Het wordt gebruikt door Asjkenazische en Sefardische Joden.

## Geschiedenis
In 1753 arriveerde Moses Salomo Levy Maduro als eerste jood in Aruba. Vanaf 1924 vond een kleine immigratie plaats vanaf Nederland, Suriname, en Oost-Europa. Tijdens de Tweede Wereldoorlog nam het aantal migranten toe. In 1942 werd de Jewish Country Club opgericht in Palm Beach. De club werd in 1946 erkend door Aruba als religieus centrum, en op 1 december 1956 door het Koninkrijk der Nederlanden. In de jaren 1960 vertrokken veel joden, en werd de club gesloten.
Op 4 november 1962 werd de Beth Israël Synagoge ingewijd. In 1970 kreeg de synagoge de beschikking over een chazan (voorganger). Het was oorspronkelijk een onafhankelijke gemeente, maar was in 1998 een van de oprichters van de Union of Jewish congregations of Latin America and the Caribbean (Unie van Joodse Gemeenten van Latijns-Amerika en het Caribisch gebied). De synagoge telde in 2019 ongeveer 75 lokale leden, en een 150 uit naburige landen.